# 교손

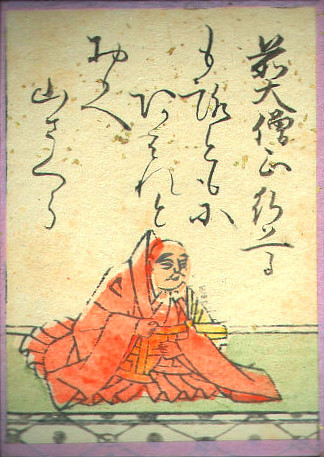
교손

교손(일본어: 行尊, 1055년 ~ 1135년 음력 2월 5일)은 일본 헤이안 시대의 승려, 시인이다. 미나모토노 모토히라의 아들이다.

## 와카
```
내가 그러듯 함께 그리워 하오 산 벚나무여 그대 이외에 그 누구도 내 마음 모를지니
もろともにあはれと思え山桜花よりほかに知る人もなし
```